# マルコ・メンゴーニ
マルコ・メンゴーニ（イタリア語: Marco Mengoni、1988年12月25日 - ）は、イタリアのシンガー・ソングライターである。2009年にイタリア版Xファクターで優勝したことにより、広く名を知られるようになる。ユーロビジョン・ソング・コンテストに2度イタリア代表として出場し、サンレモ音楽祭でも2度の優勝経験を持つ。

## 略歴
Xファクターでの優勝後、デビュー作となったEP『Dove si vola』は、イタリア音楽産業協会のチャートで首位にたった。
2010年2月、メンゴーニは第60回サンレモ音楽祭に楽曲「Credimi ancora」で挑み、3位入賞を果たす。この楽曲は2枚目のEP『Re matto』に収録され、このEPはイタリアのヒットチャートに首位で初登場した。EPのプロモーションのためにイタリア国内をツアーし、そのときの音源よりライヴ・アルバム『Re matto live』も発売された。
初のフル・アルバム『Solo 2.0』は2010年9月に発売され、イタリア音楽産業協会によりゴールド・ディスクに認定された。2013年には第63回サンレモ音楽祭にて「L'essenziale」を歌って優勝を果たし、ユーロビジョン・ソング・コンテスト2013のイタリア代表となることが決まった。2013年5月にはスウェーデンのマルメで開催されるユーロビジョン・ソング・コンテスト2013にイタリア代表として出場し、「L'essenziale」を歌う。またこの楽曲は2枚目のフル・アルバム『Prontoacorrere』のリード・シングルとしてアルバムの売上げを牽引し、このアルバムは過去3作のアルバムと同様にイタリア音楽産業協会のヒットチャート首位となった。
TRL賞や5つのウィンド・ミュージック賞を始め多くの受賞歴があり、また2010年にはイタリア人アーティストとして初めてMTVヨーロッパ・ミュージック・アワードの「Best European Act」に選出された。
2023年2月11日に行われたサンレモ音楽祭で優勝した事によりイタリア代表となり、2023年5月13日に英国リバプールで行われるユーロビジョン・ソング・コンテスト2023にイタリア代表として出場し「Due vite」を歌う。

## 出自
マルコ・メンゴーニは1988年12月25日にイタリア・ヴィテルボ県のロンチリオーネに生まれ、同地で幼少時代を過ごした。彼は一人っ子であった。14歳のとき、高校で工業デザインを学ぶ傍らで歌唱のレッスンを受け、後に5人組のヴォーカル・グループの一員として活動を始める。
卒業後にローマに移り、大学で言語学を専攻する。学生時代にはバーテンダーとして働いたり、ピアノ・バーや結婚式で音楽を披露することもあった。この頃にサウンドミキサー、ミュージック・プログラマーとして初めて音楽業界に関わる経験をした。

## 音楽キャリア

### 2009年: Xファクターと『Dove si vola』
メンゴーニは2009年、音楽タレント・オーディション番組であるイタリア版Xファクターの第3シーズンに出場し、エドゥアルド・デ・クレシェンツォの「Uomini semplici」を歌う。メンゴーニのいたカテゴリ「16-24s」を担当した歌手・モルガンは、同カテゴリから上位に進出できる4人のうちひとりにメンゴーニを選出した。番組中では様々なジャンルの音楽を歌い、ミーナ・マッツィーニやジョルジア・トドラーニ、エリサ、アドリアーノ・チェレンターノといった歌手たちから称賛を受けた。2009年12月2日、メンゴーニは優勝を果たし、30万ユーロでレコード会社と契約、2010年のサンレモ音楽祭に出場する権利が与えられた。
優勝曲となった「Dove si vola」はイタリア音楽産業協会のヒットチャートに首位で登場し、またこの曲は2009年12月4日発売の同名のEP『Dove si vola』に収録された。EPにはタイトル曲の他にオリジナル作の「Lontanissimo da te」や、番組中で歌ったカヴァー曲5曲が収録され peaked at number 9 on the Italian Albums Chart、イタリア音楽産業協会によりプラチナム・アルバムに認定された。
| X Factor 3で歌った楽曲 | X Factor 3で歌った楽曲 | X Factor 3で歌った楽曲                                                  | X Factor 3で歌った楽曲                  | X Factor 3で歌った楽曲 | X Factor 3で歌った楽曲 |
| エピソード             | テーマ                 | 曲名                                                                    | 原曲                                    | 順位                   | 結果                   |
| ---------------------- | ---------------------- | ----------------------------------------------------------------------- | --------------------------------------- | ---------------------- | ---------------------- |
| Audition               | Auditioner's Choice    | "Uomini semplici"                                                       | Eduardo De Crescenzo                    | N/A                    | 上位進出               |
| Bootcamp               | Auditioner's Choice    | "La luce dell'est"                                                      | Lucio Battisti                          | N/A                    | 上位進出               |
| Bootcamp               | Auditioner's Choice    | "We Can Work It Out"                                                    | The Beatles                             | N/A                    | 上位進出               |
| Bootcamp               | Auditioner's Choice    | "(You Make Me Feel Like) A Natural Woman"                               | Aretha Franklin                         | N/A                    | 上位進出               |
| Bootcamp               | Auditioner's Choice    | "I'm Outta Love"                                                        | Anastacia                               | N/A                    | 上位進出               |
| Live Show 1            | Mentor's Choice        | "Man in the Mirror"                                                     | Michael Jackson                         | 5                      | 通過                   |
| Live Show 2            | Mentor's Choice        | "L'amore si odia"                                                       | Noemi feat. Fiorella Mannoia            | 2                      | 通過                   |
| Live Show 3            | 1980s in music         | "Notorious"                                                             | Duran Duran                             | 1                      | 通過                   |
| Live Show 4            | Mentor's Choice        | "Psycho Killer"                                                         | Talking Heads                           | 6                      | 通過                   |
| Live Show 5            | Mentor's Choice        | "My Baby Just Cares for Me"                                             | Nina Simone                             | 4                      | 通過                   |
| Live Show 6            | Mentor's Choice        | "Ashes to Ashes"                                                        | David Bowie                             | 5                      | 通過                   |
| Live Show 7            | Mentor's Choice        | "Helter Skelter"                                                        | The Beatles                             | 3                      | 通過                   |
| Live Show 8            | Mentor's Choice        | "Insieme a te sto bene"                                                 | Lucio Battisti                          | 2                      | 通過                   |
| Live Show 8            | Acappella Songs        | "L'appuntamento"                                                        | Ornella Vanoni                          | 12                     | 通過                   |
| Live Show 9            | Sanremo Music Festival | "Almeno tu nell'universo"                                               | ミア・マルティーニ                      | 6                      | 通過                   |
| Live Show 10           | Italian-language Songs | "Onda su onda"                                                          | Bruno Lauzi                             | 1                      | 通過                   |
| Live Show 10           | Michael Jackson        | "Billie Jean"                                                           | Michael Jackson                         | 11                     | 通過                   |
| Live Show 11           | Mentor's Choice        | "Kiss"                                                                  | Prince and The Revolution               | 5                      | 通過                   |
| Live Show 11           | Mentor's Choice        | "Il nostro concerto"                                                    | Umberto Bindi                           | 6                      | 通過                   |
| Live Show 12           | Mentor's Choice        | "Back in Black"                                                         | AC/DC                                   | 4                      | 通過                   |
| Live Show 12           | Acappella Songs        | "Senza fine"                                                            | Gino Paoli                              | 5                      | 通過                   |
| Live Show 12           | Winner's Song          | "Dove si vola"                                                          | Marco Mengoni                           | 12                     | 通過                   |
| Final                  | Celebrity Duets        | "Oggi sono io" (with Alex Britti)                                       | Alex Britti                             | 3                      | 通過                   |
| Final                  | Mentor's Choice        | "Amore assurdo"                                                         | Morgan                                  | 5                      | 通過                   |
| Final                  | Winner's Song          | "Dove si vola"                                                          | Marco Mengoni                           | 7                      | 通過                   |
| Final                  | Medley                 | "Psycho Killer", "My Baby Just Cares for Me", "Almeno tu nell'universo" | Talking Heads, Nina Simone, Mia Martini | 10                     | Winner                 |
| Final                  | Acappella Song         | "The Fool on the Hill"                                                  | The Beatles                             | 12                     | Winner                 |

### 2010年: サンレモ音楽祭と『Re matto』

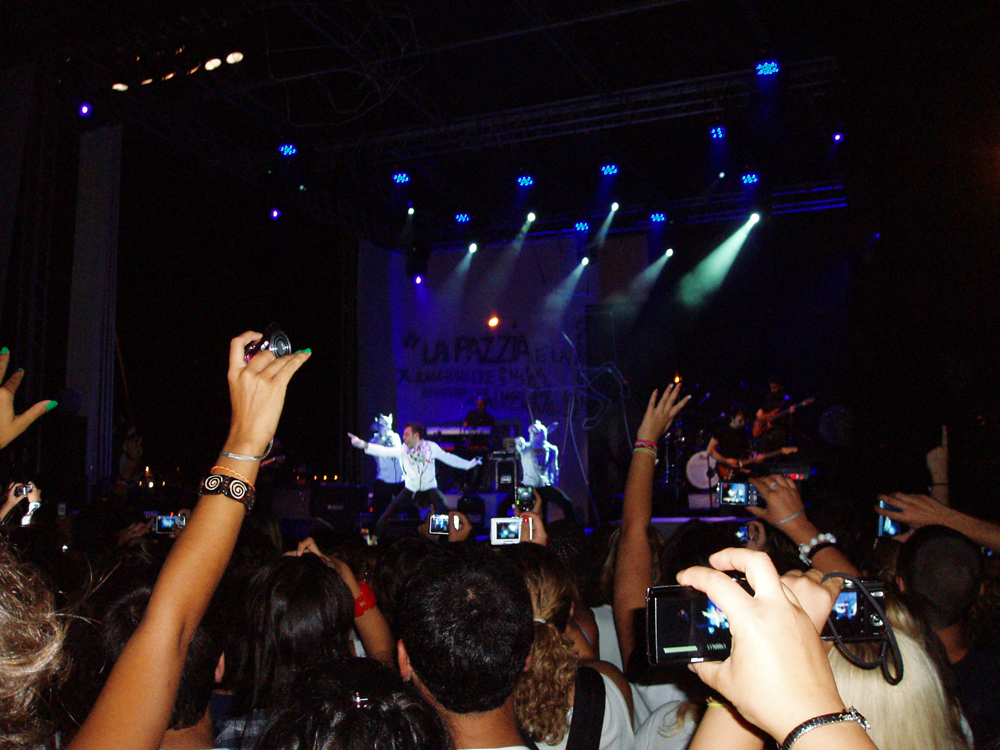
2010年のコンサートにて

2010年2月、メンゴーニはサンレモ音楽祭に出場し、「Credimi ancora」を歌って3位入賞を果たした。この楽曲は後にシングルとして発売され、イタリアのヒットチャートで3位となり、またイタリア音楽産業協会によりプラチナム版に認定された。この曲は、2010年2月17日発売の2枚目のEP『Re matto』にも収録された。このEPは4週間連続でイタリアのアルバム・チャート首位を維持し、更に「Stanco (Deeper Inside)」と「In un giorno qua」がシングル化された。
メンゴーニの初のコンサート・ツアー「Re matto live」もEPをプロモーションした。ツアーは2010年5月3日にミラノで始まり、2時間のショーを56箇所でこなし、ルカ・トマッシーニ（Luca Tommassini）のダンス指導のもと、過去の作品や「Live and Let Die」「(I Can't Get No) Satisfaction」、Mad World」「Proud Mary」、「Tears in Heaven」などのカバー曲が披露された。このツアーのときの様子を収録したライヴ・アルバムおよびビデオ・アルバムも制作され、『Re matto live』と題されて2010年10月19日に発売された ライヴ・アルバムはイタリアのヒットチャートの首位に登場し、後にイタリア音楽産業協会によりプラチナム版に認定された。
同年、TRL賞の最優秀男性歌手として表彰される。さらにMTVヨーロッパ・ミュージック・アワードの「Best Italian Act」および「Best European Act」に選出され、イタリア人としてはじめて「Best European Act」を受賞した。

### 2011年 - 12年: 『Solo 2.0』
2011年9月2日、メンゴーニはアルバム『Solo 2.0』に先立って「Soloを発売した。収録曲のほとんどはメンゴーニが共著者を務めたものであり、その他の制作陣にはネッファ（Neffa）やデンテ（Dente）などを迎え入れた。エレクトロニックやロックの影響を受け、またイタリアのア・カペラグループ、クラスター（Cluster）やファビオ・グリアン（Fabio Gurian）監督によるオーケストラなどがアルバムに加わった。アルバム『Solo 2.0』は2011年9月27日に発売され、イタリア音楽産業協会のアルバム・チャートに首位で初登場、後にゴールド盤に認定された On 21 October 2011, "Tanto il resto cambia" was released as the album's second single, while the third single, "Dall'inferno", was released to Italian radio stations on 27 January 2013.。
2011年にはまた、ルーチョ・ダッラによるコンピレーション・アルバム『Questo amore』に参加し、「Meri Luis」の別バージョンを歌ったり、レナート・ゼロのビデオ・アルバム「Sei Zero」にて「Per non essere così」を歌ったりした。
初のフル・アルバムのプロモーションのためのコンサート・ツアーは2011年11月26日にミラノで始まった、2012年4月にはツアーの第2弾が始まり、アンドレア・リゴナット（Andrea Rigonat）やエリサも加わった。

### 2013年: サンレモ音楽祭、『#prontoacorrere』、ユーロビジョン・ソング・コンテスト

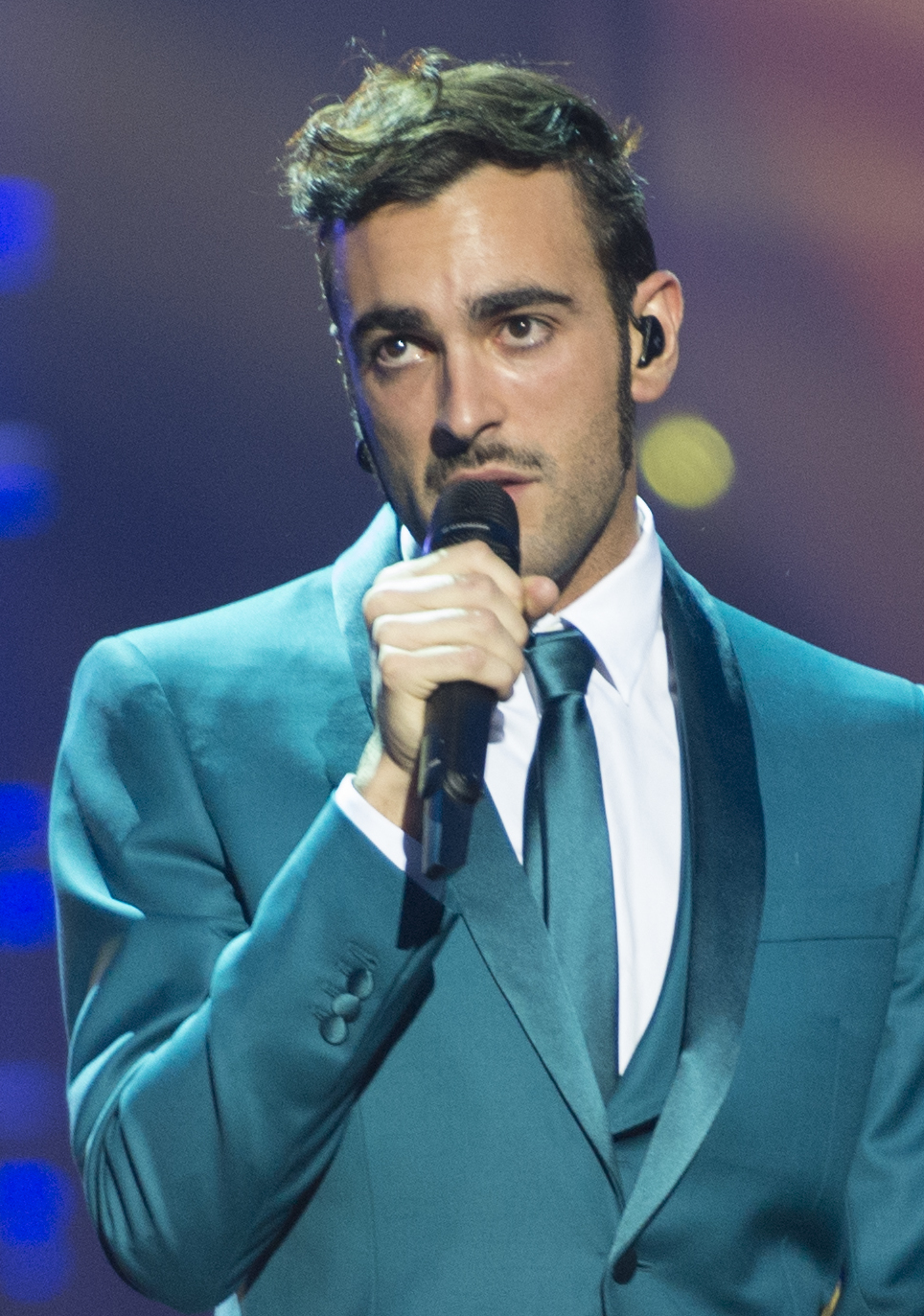
ユーロビジョン・ソング・コンテストのリハーサル（2013年）

2013年2月、この年のサンレモ音楽祭に代表曲「en:L'essenziale」および「Bellissimo」で出場した。2013年2月12日、大会を戦う曲が「L'essenziale」に一本化される。4日目、ルイージ・テンコの「Ciao amore ciao」のカヴァーなどを歌った。2月16日、メンゴーニは優勝者に選出された。同じ日、審査員はメンゴーニをユーロビジョン・ソング・コンテスト2013のイタリア代表と認定した。「L'essenziale」ｇ￥はシングルとして発売され、イタリアのデジタル・ダウンロード・チャートで首位となり、8週間連続で首位を維持、マルチ・プラチナム盤に認定された。
「L'essenziale」と「Bellissimo」は共に2枚目のフル・アルバム「Prontoacorrere」に収録された。アルバムの制作陣にはミケレ・カノヴァを迎え、2013年3月19日に発売された。アルバムはマーク・オーエンやジャンナ・ナンニーニ、イヴァーノ・フォッサティ、チェーザレ・クレモニーニなどが楽曲を提供し、イタリアのヒットチャートに首位で初登場、イタリア音楽産業協会でゴールド盤に認定された。収録曲からは「Pronto a correre」もシングル化され、2013年4月19日に発売された。

### 2020年代
2021年から2023年にかけて、3部作のアルバム『マテリア』を発売。

## 音楽性
コリエーレ・デラ・セラのルカ・ベネディッティ（Luca Benedetti）によると、マンゴーニは典型的なソウルミュージックの声の持ち主で、かつポップ・ロックのトーンを有するとしている。また、マウリツィオ・ポッロ（Maurizio Porro）は「ある種、魅力的な猫なで声である」と評した。
2009年末、メンゴーニは自身の音楽性について「British/black」と評した。多数のインタビューでメンゴーニは、自身に大きな影響を与えたアーティストとしてビートルズの名を挙げた他、デヴィッド・ボウイ、マイケル・ジャクソン、レナート・ゼロ なども影響を与えたアーティストとして言及している。

## ディスコグラフィー
スタジオ・アルバム
- Solo 2.0 (2011)
- Prontoacorrere (2013)
- Parole in circolo (2015)
- Le cose che non ho (2015)
- Atlantico (2018)
- Materia 
  - Terra (2021)
  - Pelle (2022)
  - Prisma (2023)

ライヴ・アルバム
- Re matto live (2010)

EP盤
- Dove si vola (2009)
- Re matto (2010)

## ツアー
- 2010年: Re matto tour
- 2011年: Solo tour 2.0
- 2013年: L'Essenziale Anteprima Tour - L'Essenziale Tour[80]

## 受賞歴
| 年   | 賞                      | カテゴリ                                     | 作品                   | 結果       |
| ---- | ----------------------- | -------------------------------------------- | ---------------------- | ---------- |
| 2010 | TRL Awards              | Man of the Year                              |                        | 受賞       |
| 2010 | MTV Europe Music Awards | MTV Europe Music Award for Best Italian Act  |                        | 受賞       |
| 2010 | MTV Europe Music Awards | MTV Europe Music Award for Best European Act |                        | 受賞       |
| 2010 | Wind Music Awards       | Platinum Album Award                         | Dove si vola           | 受賞       |
| 2010 | Wind Music Awards       | Platinum Album Award                         | Re matto               | 受賞       |
| 2011 | TRL Awards              | Best Talent Show Artist                      |                        | ノミネート |
| 2011 | Wind Music Awards       | Platinum Album Award                         | Re matto live          | 受賞       |
| 2011 | Wind Music Awards       | Platinum Digital Single Award                | Credimi ancora         | 受賞       |
| 2011 | Wind Music Awards       | Platinum Digital Single Award                | In un giorno qualunque | 受賞       |
| 2012 | TRL Awards              | Best Look                                    |                        | ノミネート |
| 2012 | TRL Awards              | Superman Award                               |                        | 受賞       |
| 2013 | MTV Awards              | Superman Award                               |                        | 未決定     |

## 映像作品
| 年   | 題                                 | 役柄     | Notes                                                                         |
| ---- | ---------------------------------- | -------- | ----------------------------------------------------------------------------- |
| 2012 | Lorax - Il guardiano della foresta | Once-ler | 声の出演 Leggio d'oro – Special Award for Revelation Voice Actor in a Cartoon |